# Aether (videójáték)
Az Aether egy Edmund McMillen és Tyler Glaiel által tervezett videójáték, amit az Armor Games tett közzé. 2008. szeptember 3-án jelent meg, ingyenesen játszható online, vagy letölthető offline játék. A játékos egy polipszerű szörnyön ülő kisfiút irányít, a lény hátán különböző bolygókra jut el, ahol feladatokat kell megoldania, visszaállítva az ottani egyensúlyt. A páros az űrön keresztül utazik, felhőkön vagy aszteroidákon lengedezve a szörny hosszú nyelvének segítségével. Más égitesteken keresnek élet után.
McMillen és Glaiel készítette a játékot, és 14 napig fejlesztették. A két fejlesztőnek nagy érdeke volt, hogy a program megjelenjen Wii játékkonzolon a WiiWare online szolgáltatáson keresztül. Az Aether sok pozitív visszajelzést kapott a játékblogokon egyedi hangulata és stílusa miatt. Egyes vélemények szerint a végtelenített háttérzenén és (kiemelten) az irányításon még javíthattak volna a kiadás előtt.

## Játékmenet
Az Aether egy űrben játszódó kalandjáték tiszta pasztellszínekkel, és egyszerű zongorás vagy egyéb ütőhangszeres háttérzenével. Négy monokróm, visszafogott színvilágú bolygó vár felfedezésre. A játékos egy félénk kisfiút irányít, aki polipszerű barátja fején ül. A szörny nyelvét csáklyaként használva juttatja el a fiút az űrön keresztül más égitestekre. Minden bolygó vagy hold gravitációs vonzást gyakorol a játékosra, ilyenkor nagyobb lendületet kell vennie, hogy kijusson a hatóköréből. A szörnynek először egy a bolygó felett lebegő felhőbe kell kapaszkodnia, majd nagy erővel fel kell lendülnie. Így felhőről felhőre lehet lengedezni, majd ha elég távol kerülünk az égitest vonzásától, az ég elsötétül, és a felhőket kisebb csillagocskák és aszteroidák váltják fel. Az űrben a gravitáció hiányával könnyebb a helyváltoztatás, a játékos egy irányba sodródik; és ha változtatni akar az irányon, csak más felé kell húznia magát egy másik objektumba kapaszkodva.
Amikor a játékos az űrben utazik, rögtön egy bolygó vonzásába kerül, ha annak a közelébe jut. Minden égitest helyét egy színes (nyílszerű) jelzés mutatja, és ha megoldották az ottani küldetést, a jelzés eltűnik. A játékos különböző lényekkel találkozik, akiken a feladat megoldásával segíthet. Minden égitest (a Földön kívül) rendelkezik saját küldetéssel. A polip-szörny nyelvkiöltő képessége sok feladatnál hasznosnak bizonyul. Például a Gravida üreges bolygónál az a feladat, hogy a föld alatt található (az égitestet gyűrűként körülvevő) kristályokon végiglengedezünk anélkül, hogy egyet kétszer érintenénk meg, vagy hogy megszakítanánk a láncot. Minden küldetés megoldását fehér villanás követi, és a monokróm bolygón visszafogott, derűs pasztellszínek jelennek meg.
A játék megpróbálja bemutatni egy gyerek érzelmeit és szorongásait. Miután a fiú összebarátkozik a szörnnyel, a hátára ülve elhagyja a földet, és elkezd más lényeket keresni a galaxisban. Reménykedik benne, hogy találkozik valakivel, aki megérti. Például a Gravida bolygó felszínén egy bohókás teremtmény hasi fájdalmakra panaszkodik. Ezt a nagyobb lényt több kicsi követi, melyek közül néhány a hátán lovagol. Az egyik ilyen kis őslakos beesett a bolygó belsejébe. Bár elszigetelt és magányos, örül, hogy így senki sem árthat neki. A Malasius bolygót víz fedi, és egy mogorva hal úszkál benne több kisebb hallal. Arra kéri a játékost, hogy hagyja békén. A Bibulon bolygónak van egy boldog és egy mérges arca. Az égitesten egy kétfejű lény sétálgat, az egyik feje boldog, a másik mogorva. A Bibulont négy hold veszi körül, mindegyik más véleményt vall a kétarcú bolygóról. Ha a játékos felkeresi a Debasa bolygót, láthatja, hogy (halottarcú) zöld köd veszi körül. A felhőn belül igen intenzív a gravitáció. Négy mosolyogva keringő műhold fújja ki magából a ködöt, csapdába ejtve két (a főszereplőhöz nagyon hasonlító) fiút. A Föld minden egyes megoldott feladatnál kisebbre zsugorodik. Miután minden bolygón segítettünk, a játék befejeződik, ha visszatérünk a Földre. A Föld addig zsugorodik, amíg alig lesz nagyobb a polip-szörnynél; és összeroppan ha a két főszereplő landol rajta. Mindketten keresztülrepülnek a törmelékeken, majd átszállnak a Holdra, ahol a fiú már szabadon alakíthatja a jövőjét.

## Fejlesztés

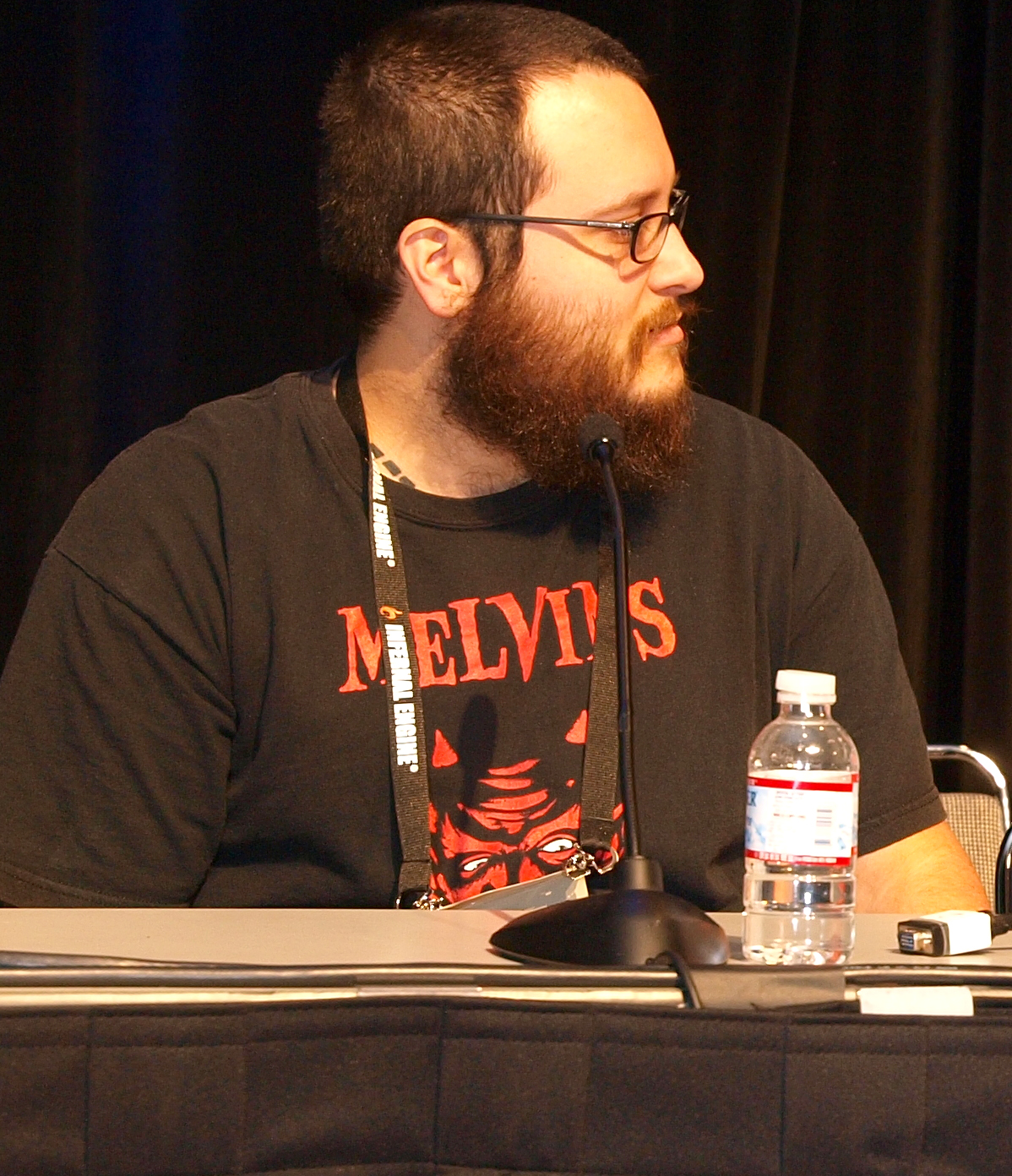
Edmund McMillen

Az Aethert Edmund McMillen és Tyler Glaiel készítette. McMillen tagja az önálló fejlesztési stúdiónak a Cryptic Sea-nek, és társalkotója a díjnyertes Gish-nek. Glaiel-nek van egy saját stúdiója a Glaiel Games, és Flash játékokat fejleszt a játék és animáció megosztó oldalnak a Newgroundsnak. A játék grafikája és története McMillen-nek köszönhető, míg Glaiel programozta, és írta a zenéjét. A játékot 14 napig fejlesztették; A project gyorsan elkészült, mivel McMillen és Glaiel jól megértették egymást. "Ha az emberek kreatívak és kockáztatnak a céljaik elérésében, az mindig inspirál engem, ahogy az őszinteség és a művészet is." mondta McMillen.
McMillen gyerekkori élményeit és félelmeit is felhasználta, a játék témája a magány, az idegesség és a félelem legyőzése vagy elutasítása. Az űrben való utazás a gondolatokba való merülést, a bolygók a félelmeket, az őslakosok MyMillen gyerekkori démonait jelképezik. Először nem volt benne biztos, hogy ki akarja adni az Aether-t, mivel személyes tapasztalatokon alapult, gyengének tüntethette volna fel. Glaiel készítette a játék bolygóit és játékmenetét, ő tervezte meg az égitestek elhelyezkedését, de nem tudta, melyik világ mely érzelemhez kapcsolódik. Úgy érezte a játék célja a hangulat javítása, mivel a fejlesztés nem volt kezdettől fogva megtervezve. Mindkét fejlesztő szerette volna a programot átültetni a WiiWare szolgáltatáson keresztül a következő Wii videójáték-konzolra. Az Aether-ből lett kiadva McMillen képregény és játék CD-je a This is a Cry For Help 2008 novemberének elején.

## Fogadtatás
A játékot pozitívan fogadták a játékblogok, de a vélemények megoszlottak az irányításról. A története hasonlít Antoine de Saint-Exupéry A kis herceg című 1943-as novellájára. Az Aether grafikáját dicsérték leginkább a látogatók. Alec Meer a Rock Paper Shotgun oldalán azt írta, hogy „csodálatos nézni”, Justin McElroy szerint a Joystiq-ból a játék egy „egyedi vizuális stílussal” rendelkezik, és szerinte a pasztell színek nagyon hatásosak, és Peter Cohen szerint a Macworldtól a játéknak egyedi megjelenést adnak „aranyos karakterek néha groteszk képi világgal”. StaceyG a Jay Is Games-től relaxálónak tartotta a zenét, és hozzáfűzte „valóban lenyűgöző élmény csodás hangulattal”. Meer-nek is tetszett a játék, de irritálónak tartotta a végtelenített zongoraszót. Nate Ralph, a Wired kritikusa úgy fogalmazott a játékról, hogy „kísértetiesen gyönyörű, habár rövid”.
A látogatók megjegyezték, hogy a feladatok megoldása nem volt egyértelmű, ezt tovább nehezíti, hogy a bolygólakók beszéde nem változik miután megoldódott a bolygó feladata. Szerintük a nyelv meghajtó ereje nagyon ügyetlen StaceyG-vel, így még nehezebb elhagyni egy bolygót, és navigálni az űrben. Meer és StaceyG szerette űrutazás szempontjából a játékot, valamint Derek Yu a TIGSource weboldalról úgy vélekedett az irányításról, hogy "néha tökéletesnek érezte, máskor meg úgy tűnt, nem válaszol vagy zavaró." Patrick Dugan Play This Thing-től sok lehetőséget látott a nyelvenlengő játékmenetben, de hozzá tette, hogy olyan, mintha Aether egy kezdetleges széria tagja lenne. Több űrbeli elemet javasolt bele, például csillagködöket, feketelyukakat, amiktől az űrutazás izgalmasabb lenne. McMillen szerint az Aether „csak az előjátéka egy nagyobb élménynek”, miközben Yu szerint egy nagyobb játék tökéletesített irányítással „jobb lehet a nagyszerűnél”.

## Külső linkek
- A játék böngészőből futtatható verziója az Armor Games oldalán
- Cryptic Sea
- Glaiel Games